# 이성호 (유도 선수)
이성호(1992년 7월 9일 ~ )는 대한민국의 유도 선수이다. 7년간 대표팀 소속으로 올림픽, 세계선수권, 아시안게임, 아시아선수권대회에 참여했다. 현역시절 최고 랭킹은 세계 14위이다. 데이팅 예능 프로그램인 나는 Solo에 출연하기도 했다.